# Jean Paulhac
Pour les articles homonymes, voir Paulhac.
Jean Paulhac, né le 22 juillet 1921 à Paris et mort le 25 décembre 2011 à Monteaux dans le Loir-et-Cher,, est un écrivain français connu également sous son pseudonyme de Jean Dorcino.

## Biographie
Tout d’abord, professeur d’éducation physique, Il publie dans les années 1950 dans l'hebdomadaire Témoignage chrétien un feuilleton Nous n'avons pas demandé à vivre et son premier roman Le Chemin de Damas en 1952. En 1956, son premier roman policier Le Crapaud est édité dans la Série noire. Il est également auteur d'une vingtaine de pièces radiophoniques Le commissaire mène l'enquête jouées par François Perrier sur Europe 1.
À la fin des années 1969, il entreprend des études de psychologie et obtient un doctorat en 1974.
Selon Pierre Turpin, repris par Claude Mesplède et Jean-Jacques Schleret, Jean Paulhac aurait utilisé également le pseudonyme de Jean Sébastien pour signer Un chat à la mer, le no 1258 de la Série noire. Dans leur additif publié en 1985, les mêmes auteurs précisent que le pseudonyme de Jean Sébastien est en réalité celui de Jean Dubacq.

## Œuvre

### Romans signés Jean Paulhac
- Le Chemin de Damas, Librairie Jules Tallandier, 1952 (coécrit avec Max Glass)
- Nous n'avons pas demandé à vivre, feuilleton dans Témoignage chrétien, réédition Denoël, 1953
- Les Bons Élèves, Denoël, 1955
- Les Sentiers obliques, Denoël, 1958
- Les Herbes de la Saint-Jean, J'ai lu no 2415, 1988
- Dieu, l’horloger discret, L’Harmattan, 2000
- La Fête aux corbeaux, Cavalier vert, 2001

### Romans signés Jean Dorcino
- Le Crapaud, Série noire no 320, 1956
- Pas de dragées pour le baptême, Série noire no 371, 1957
- À brûle pour poing, Presses de la cité, collection Espionnage no 83, 1961
- Ma femme est morte, Un mystère 1re série no 620, 1962

### Autres publications signées Jean Paulhac
- Un Bruit de guêpes, Denoël, Présence du futur no 19, 1957, réédition Cavalier vert, 2007 (recueil de nouvelles)
- Michel de Saint Pierre, témoin de son temps, Éditions de la Table ronde, 1972
- Passage au tabac, Nouvelle Librairie de France, 1978 (coécrit avec Gérard Bahin)
- Les Relations d'autorité, Éditions d'Organisation, 1987 (coécrit avec Raymond Chapuis)
- Y a-t-il quelqu'un qui commande ici ?: la formation de la personnalité à l'exercice de l'autorité, Éditions d'Organisation, 1987 (coécrit avec Raymond Chapuis)
- Comprendre et déjouer les tests d’embauche, Mentha, 1991, réédition First, 1994
- L'Enfant dyslexique, un élève qui s'ennuie, Hachette Éducation, 2000
- Ces enfants qui s'ennuient le lundi : des remèdes à l'échec scolaire, Hachette Éducation, 2002
- Freud, Divan le terrible, Rencontres, 2003
- Une clope de trop, éditions Noir délire, 2017  (ISBN 9782913936430)

## Sources
- Claude Mesplède, Les Années Série noire vol.1 (1945-1959) Encrage « Travaux » no 13, 1992
- Claude Mesplède et Jean-Jacques Schleret, SN Voyage au bout de la noire, Futuropolis, 1982